# National Speleological Society
Pour les articles homonymes, voir NSS.
La National Speleological Society (NSS) (en français « Conseil national de spéléologie ») est un organisme créé en 1941 pour faire progresser l'exploration, la conservation, l'étude et la compréhension des grottes aux États-Unis. Initialement situés à Washington, ses bureaux sont actuellement à Huntsville, dans l'Alabama. 
L'organisme participe à la cartographie, au nettoyage, à l'étude scientifique et à l'achat de grottes.
La NSS adhère à l’Union internationale de spéléologie.

## Histoire
Le Conseil spéléologique du district de Columbia (Speleological Society of the District of Columbia) a été formé le 6 mai 1939 par Bill Stephenson. À l'automne 1940, les responsables de la société ont proposé de transformer l'organisme en un organisme national, ce qui fut fait dès 1941.

## Organisation
L'organisme est divisé en douze zones régionales :
- Région de l'Arizona (parfois incluse dans la région Sud-Ouest) ;
- Région des Moyennes-Appalaches (MAR) ;
- Région Mississippi-Vallée d'Ozark (MVOR) ;
- Région du Nord-Est (NRO) ;
- Région du Nord-Ouest et la Northwest Caving Association (NCA) ;
- Région de la vallée de l'Ohio ;
- Région des montagnes Rocheuses ;
- Région Sud-Est ;
- Région Sud-Ouest ;
- Région du Texas ;
- Région de la Virginie ;
- Région de l'Ouest.

Ces zones relèvent des divisions de la NSS correspondant aux comités régionaux de spéléologie en France. À l'intérieur de chacune de ces régions existent des subdivisions locales appelées « chapters » ou « grottos », correspondant aux comités départementaux de spéléologie en France.

## Publications
- NSS News (mensuel)
- Membership Manual (annuel)
- American Caving Accidents
- Journal of Cave and Karst Studies (3 fois par an)[3]